# Маріс Чайклайс
Маріс Чайклайс (лат.:Māris Čaklais;*16 червня 1940, Салдус — †13 грудня 2003, Рига) — латвійський поет-лірик, письменник, перекладач, сценарист, радіожурналіст. Заслужений діяч культури Латвійської РСР (1985). Офіцер Ордена Трьох зірок (2000).

## Біографія
1964 закінчив філологічний факультет Латвійського університету. Займався літературною журналістикою. Був редактором газети "Literatūra un Māksla" та журналу "Karogs". 

### Творчість
Збірки віршів «Понеділок» (1965), «Людина, зорана земля» (1976), «Вогонь у ручаї» (1978), «Дерево посеред поля» (1987). 
Перекладав твори латвійською мовою Рільке, Брехта, Целана, Енценсберґера, Хікмета, Мартінайтіса.
Твори Чаклайса українською мовою перекладав Дмитро Чередниченко.